# Höhere technische Bundeslehranstalt Graz-Gösting

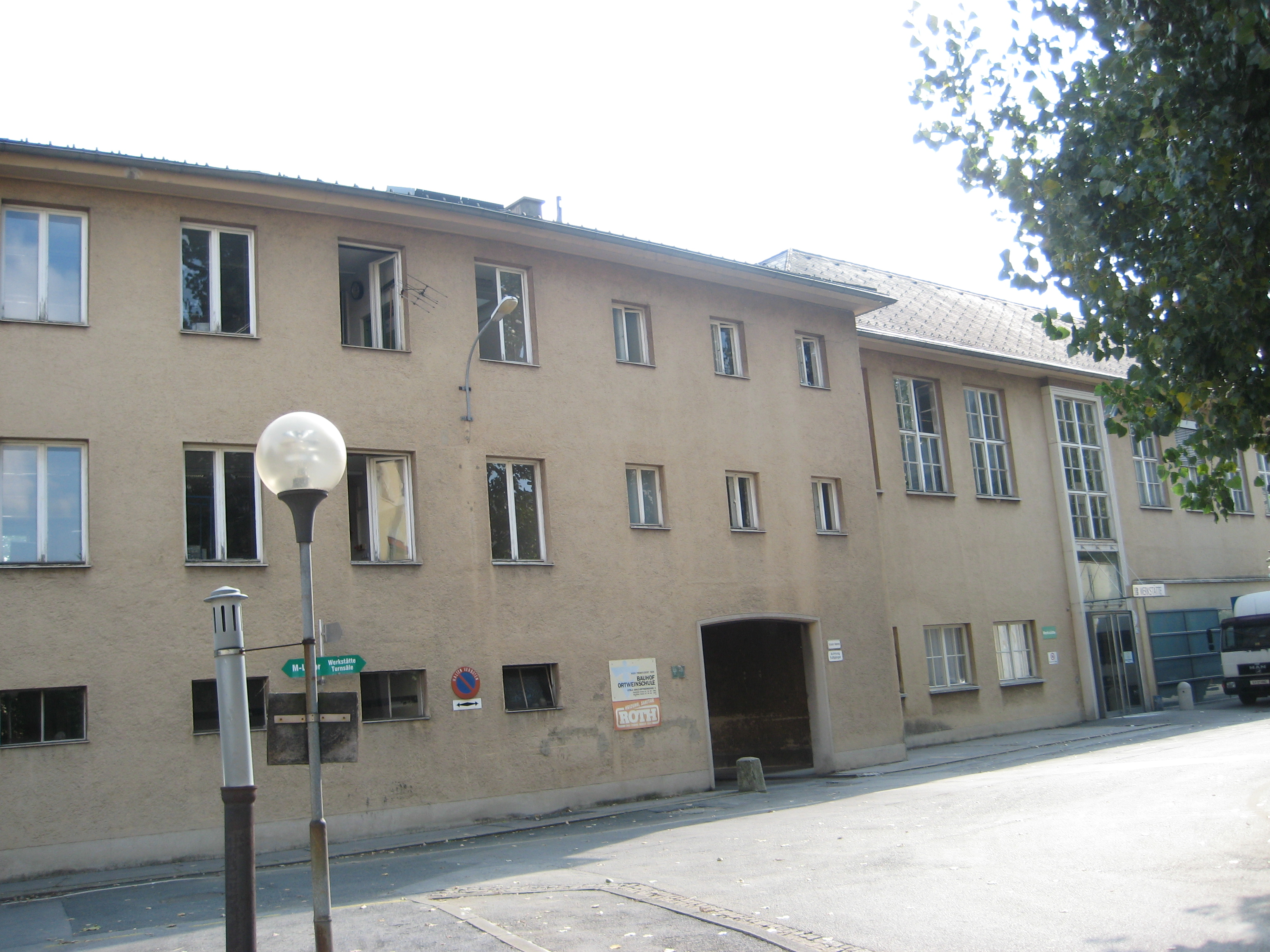
Altes Werkstättengebäude Bulme-Graz

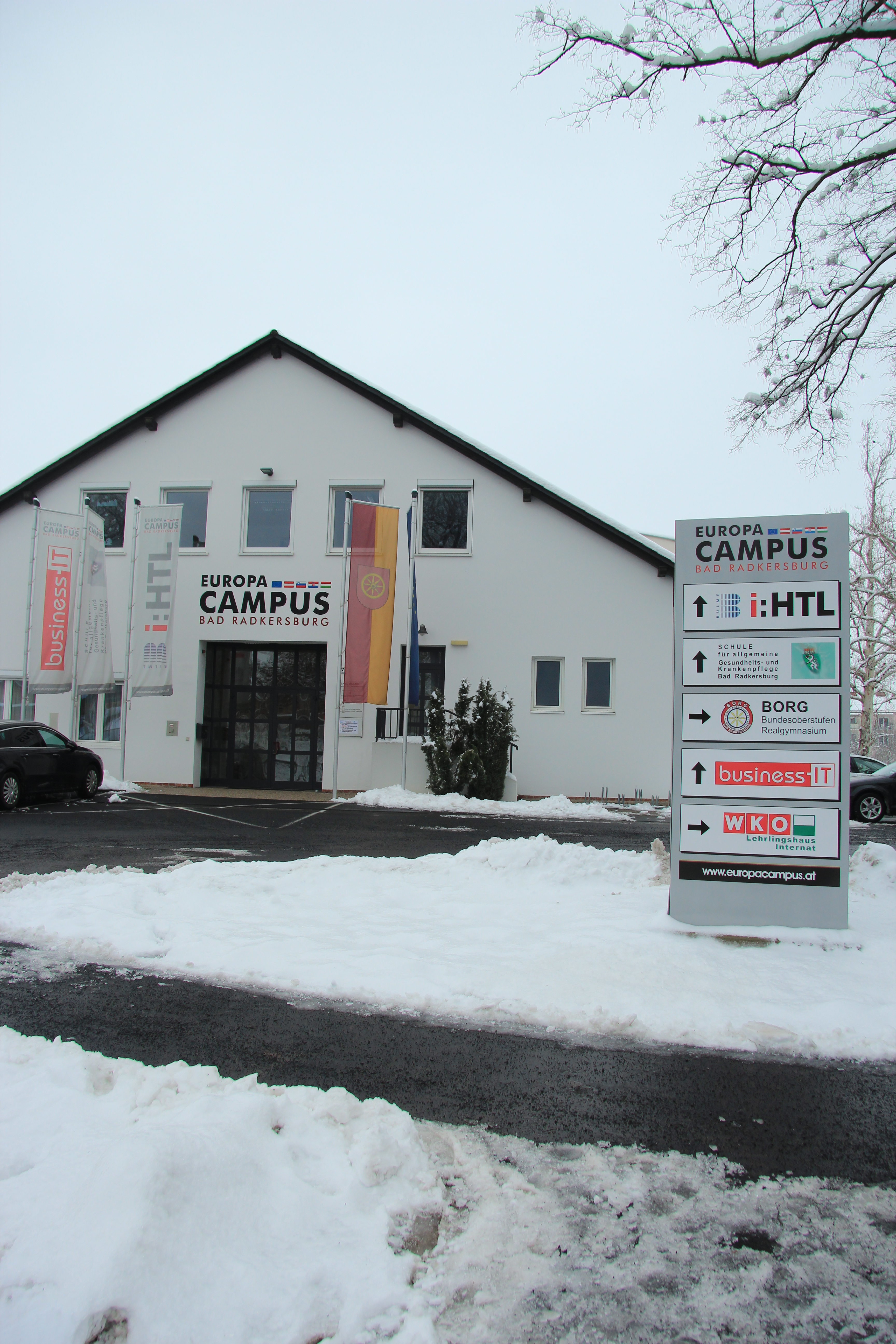
Außenstelle in Bad Radkersburg

Die Höhere technische Bundeslehranstalt Graz-Gösting (HTBLA BULME) befindet sich in Graz-Gösting und ist mit ca. 2800 Schülern im Jahr 2016 die drittgrößte Höhere Technische Lehranstalt in Österreich. Die Bezeichnung BULME ist ein Akronym und steht für Bundeslehranstalt für Maschinenbau und Elektrotechnik.
Der Unterricht an der Bulme ist in theoretische und praktische Unterrichtsstunden aufgeteilt. Es werden bis zu neun Stunden pro Woche in der Werkstätte oder im Labor unterrichtet. Nach der Matura und dreijähriger Berufspraxis kann, wie bei allen HTLs in Österreich, um die Berufsbezeichnung Ingenieur angesucht werden.

## Abteilungen
Angeboten wird sowohl die Tagesschule, das Tageskolleg als auch Abendschule und Abendkolleg für Berufstätige. Jede dieser Formen hat die vier Abteilungen Wirtschaftsingenieurwesen, Maschineningenieurwesen, Elektronik und Elektrotechnik. Ausnahmen hierbei sind das Tageskolleg und das Abendkolleg (keine Elektronikabteilung).

### Elektronik und Technische Informatik
Die Abteilung für Elektronik und Technische Informatik bietet folgende Vertiefungen ab dem 3. Jahrgang:
- Hardware-Software Co-Design
- Artificial Intelligence (AI)
- Software Development
- Audioelektronik & Videotechnik
- Biomedizintechnik
- Informatik (Tageskolleg)
- Elektronik und Technische Informatik (Abendschule berufsbegleitend)
- Elektronik und Technische Informatik (Abendkolleg)

### E-Technologies
Die Abteilung für E-Technologies bietet im Bereich Elektrotechnik folgende Ausbildungsschwerpunkte:
- Green Energy Solutions
- Industrial IT & Smart Automation
- Energietechnik & Erneuerbare Energien (Abendschule berufsbegleitend)
- Energietechnik & Erneuerbare Energien (Abendkolleg)
- Automatisierungstechnik (Abendschule berufsbegleitend)
- Automatisierungstechnik (Abendkolleg)
- E-Technologies (Abendkolleg)
- Mechatronik (Abendfachschule)

### Maschinenbau
Die Abteilung für Maschinenbau bietet folgende Ausbildungsschwerpunkte an:
- Fahrzeugtechnik (3D-CAD-Programm: CATIA)
- Digitale Produktentwicklung (Bulme Voitsberg) (3D-CAD-Programm: PTC Creo)
- Anlagentechnik (Abendschule berufsbegleitend)
- Anlagentechnik (Abendkolleg)
- Fahrzeugtechnik (Abendschule berufsbegleitend)
- Fahrzeugtechnik (Abendkolleg)
- Umwelttechnik & Recycling (Abendschule berufsbegleitend)
- Umwelttechnik & Recycling (Abendkolleg)
- Wirtschaft (Abendschule berufsbegleitend)
- Maschinenbau (Tageskolleg)

### Wirtschaftsingenieurwesen
Die Abteilung Wirtschaftsingenieurwesen bietet folgende Ausbildungsschwerpunkte an:
- Betriebsinformatik (Informatik, Betriebswirtschaft, Produktion und Mechatronik)
- Industrial Engineering (ehem. Maschinenbau)

## Dislozierungen
Die HTL-Bulme hat mehrere Dislozierungen bzw. Außenstellen. Die Außenstelle in Deutschlandsberg mit Tagesschule für Wirtschaftsingenieurwesen und Abendschule für Elektrotechnik und Maschinenbau sowie die Außenstellen in Bad Radkersburg mit Tagesschule für Elektrotechnik und Voitsberg mit Tagesschule für Maschinenbau. Diese Außenstellen werden zentral in der Bulme-Graz verwaltet haben aber jeweils eine eigene Tages- und Abend-Schülervertretung.

## Freigegenstände und Zusatzangebote
Neben dem planmäßigen Unterricht werden auch viele Freifächer unterrichtet.
- Kompetenz Informationstechnologie
  - Oracle Zertifizierungen
    - Entity Relationship Modellierung
    - SQL

  - Industriezertifikat CISCO, Netzwerktechnik
  - Netzwerkbetreuung in Notebookklassen
  - First Lego League
  - Linux
  - Amateurfunk
  - Schulradio
  - Multimediatechnik
    - professioneller Videoschnitt mittels Adobe Premiere Pro
    - Adobe Photoshop CS
    - Audioerstellung und -bearbeitung mittels Adobe Encore
    - Fotografie

  - Externe Aufträge von Firmen, der Stadt Graz uvm.
- Kompetenz Qualitätsmanagement und angewandte Statistik
  - Zertifizierungsvorbereitung für ein Quality Austria-Zertifikat
- Kompetenz Wirtschaft
  - SAP
- Kompetenz Computer-aided Design
  - CAD-Designer
  - angewandter Maschinenbau
- Kompetenz Allgemein Bildung
  - Sprachen (Italienisch, Spanisch, Französisch, Chinesisch)[2]
  - Cambridge First Certificate[2]
  - Förderkurse für Legasthenikerinnen/Legastheniker
  - Bulme-Kulturveranstaltungen
  - Psychosoziale Beratung
  - Soziales Lernen

Des Weiteren finden regelmäßig kulturelle Veranstaltungen an der Bulme statt.

## Ausbau und Sanierung
Von 2019 bis 2021 wurde die HTBLA BULME saniert und erweitert. Um rund 24 Millionen Euro wurde ein neues Werkstättengebäude mit 7.400 Quadratmetern errichtet und das Haupthaus um 930 Quadratmeter erweitert und adaptiert.